# Estación Empalme Lobos
Empalme Lobos es una estación ferroviaria ubicada en la localidad del mismo nombre, Partido de Lobos, Provincia de Buenos Aires, Argentina.

## Servicios
Es un centro de transferencia intermedio perteneciente a las líneas Roca y Sarmiento, en los ramales que prestan servicios entre las estaciones Merlo y Cañuelas y la ciudad de Lobos, los cuales son operados por la empresa estatal Trenes Argentinos Operaciones.
Hasta el 12 de diciembre de 2012 operaba servicios de pasajeros hacia Bolívar y Daireaux, hasta el 30 de junio de 2016 hacia 25 de Mayo y hasta el 13 de julio de 2018 hacia General Alvear.
A partir de noviembre de 2015 se implementa un servicio regular entre Cañuelas y Lobos, parando además en Uribelarrea. Hay dos servicios matutinos y dos vespertinos en ambos sentidos.

## Ubicación e Infraestructura
Se ubica 3 kilómetros al norte del centro de Lobos, en el límite de la zona urbana.
La estación, única en su tipo, posee tres andenes. Los dos principales se abren en sentidos opuestos, en sentido sur. Mirando desde el norte, el primer andén recibe servicios a Lobos (anteriormente también llegaba hasta Saladillo y General Alvear), el segundo a 25 de Mayo y Bolívar, y el tercero a Navarro.
El ramal a Navarro se encuentra inactivo y levantado en su totalidad desde 1969.
Se está proyectando la restitución de un servicio local con una formación de la empresa TecnoTren para una futura llegada a la localidad de 25 de Mayo. 
La empresa Trenes Argentinos Cargas se hizo cargo de la traza ferroviaria hasta Bolívar retirándole el uso de vía a FerroExpreso Pampeano y Ferrosur Roca para la posible reactivación hasta esa localidad.
Los talleres y el depósito de locomotoras, hace años sin actividad, han sido desguazados casi por completo (solo quedan viejas locomotoras de vapor), y ocupados por asentamientos precarios.

## Historia
El Ferrocarril Oeste tendió el ramal Merlo – Lobos en 1871, continuándolo hasta Saladillo en 1884. Cuando el ramal pasó a la órbita del Ferrocarril del Sud, este empalmó dicho ramal con el suyo propio proveniente de Cañuelas.
La curva en S que describe la vía proveniente de Merlo antes de entrar a la estación es causa del empalme de ambos ramales en 1892. En el mismo año se construye la primitiva Empalme Lobos, al principio una pequeña y precaria casilla.
Luego, en 1887 el Sud continúa el ramal hacia 25 de Mayo y Bolívar, y hacia Navarro en 1898. A partir de allí, se construye la estación actual, así como los talleres y los depósitos de locomotoras que se ubican en el predio.